# Новотранс
«Новотранс» — российская транспортно-логистическая группа компаний. Один из крупнейших частных операторов железнодорожного подвижного состава в РФ и СНГ. Предоставляет комплекс транспортных услуг, включая железнодорожные перевозки собственным подвижным составом, стивидорную деятельность, ремонт и строительство вагонов. Объединяет более 30 предприятий в разных регионах России и СНГ, где работают более 5000 человек. Президент группы компаний  — Константин Гончаров.

## История
Компания «Новотранс» была основана в 2004 году как железнодорожный оператор для перевозки угля.
В 2008 году сдано в эксплуатацию собственное вагоноремонтное предприятие в посёлке Тайтурка Иркутской области, в 2009 году — в Прокопьевске Кемеровской области, в 2013 году — в Кашире Московской области.
В 2015 году компания «Новотранс» приобретена Константином Гончаровым, основан холдинг «Новотранс».
В декабре 2015 году создана ремонтная компания «Новотранс», объединившая вагоноремонтные мощности холдинга.
С 2018 года «Новотранс» приступил к строительству Торгового терминала "Новотранс" в Ленинградской области в Лужской губе Финского залива. В 2023—2024 гг. сданы в эксплуатацию объекты первой очереди строительства, включая 1, 2, 3, 4 причалы и прилегающую инфраструктуру.
В июне 2019 года «Новотранс» стал генеральным агентом ФГУП «Росморпорт» на автомобильно-железнодорожном паромном комплексе, который соединяет Ленинградскую и Калининградскую области (порт Балтийск).
В начале 2020 года была достроена вторая очередь Кузбасского вагоноремонтного предприятия (КВРП), это увеличило производственную мощность до 30 тыс. вагонов в год и сделало его крупнейшим в России вагоноремонтным заводом. Министерство экономического развития России присвоило КВРП статус резидента территории опережающего социально-экономического развития «Прокопьевск» в Кемеровской области.
В 2020 году коллектив «Новотранса» был отмечен памятным знаком Министерства транспорта РФ.
В 2023 году начал работу Балтийский вагоноремонтный завод «Новотранс» — предприятие, созданное по современным технологиям для обслуживания подвижного состава в районе морского порта Усть-Луга.
В 2024 году за большой вклад в развитие экономики Республики Бурятия и в связи с 20-летием компании указом главы Республики Бурятия А. С. Цыденова холдинговая компания «Новотранс» награждена государственной наградой Республики Бурятия — почётной грамотой Республики Бурятия. Также А. Цыденов наградил главу «Новотранса» К. Гончарова юбилейной медалью «100 лет Республики Бурятия».

### Позиции в рейтингах
С 2012 года по настоящее время компания входит в «Топ-15» рейтинга операторов подвижного состава INFOLine Rail Russia TOP. В 2018—2021 гг холдинг входил в рейтинг «РБК — 500 крупнейших российских компаний». С 2017 по 2020 год входил в число лидеров роста транспортно-логистического рынка России согласно рейтингу крупнейших компаний России по объему реализации продукции (RAEX-600). В 2020 входил в число лидеров рейтинга инвестиционной эффективности российских компаний агентства «Национальные кредитные рейтинги» (НКР) совместно с Агентством социального анализа и прогнозирования. В 2017, 2020 и 2021 годах руководство и топ-менеджеры «Новотранса» входили в число лучших руководителей транспортной отрасли РФ рейтинга «Топ-1000 российских менеджеров».

## Деятельность

### Грузовые железнодорожные перевозки
«Новотранс» — один из крупнейших частных операторов железнодорожного подвижного состава в РФ и СНГ. В собственности более 25 тысяч универсальных полувагонов. Основной профиль — перевозка каменного угля, руды, металлов, строительных грузов. В 2023 году грузооборот составил 75 млрд т км, объём перевозок превысил 29 млн т. Основные клиенты компании — крупнейшие металлургические и угледобывающие предприятия.

### Ремонт и строительство вагонов
В состав холдинга входят 4 вагоноремонтных завода — Каширский вагоноремонтный завод «Новотранс» (Московская область), Кузбасское вагоноремонтное предприятие «Новотранс» (Кемеровская область), Вагоноремонтное предприятие «Новотранс» (Иркутская область) и Балтийский вагоноремонтный завод (Ленинградская область).
Вагоноремонтные мощности сосредоточены в местах концентрации вагонного парка и оснащены современными технологическими решениями. На предприятиях ремонтируются все виды подвижного состава — как собственные вагоны «Новотранс», так и вагоны других операторов. Сроки нахождения вагонов в плановых видах ремонтов не более 3-х суток, что считается лучшим показателем на сети. Общая мощность предприятий по плановым видам ремонта свыше 80 000 вагонов в год, по ремонту колёсных пар — свыше 96 000 в год.
С 2023 года «Новотранс» развивает собственное вагоностроительное направление на базе Бийского вагоностроительного завода. Планируется наладить выпуск зерновозов и полувагонов подвижного состава на базе Балтийского вагоноремонтного вагонного завода. Соглашение об инвестициях в 4,9 млрд руб. было подписано между железнодорожным оператором — холдинговой компанией «Новотранс» — и Ленинградской областью 6 июня 2024 года. Заводы будут производить подвижной состав для удовлетворения собственных потребностей «Новотранса».

### Стивидорные услуги
В Ленинградской области компания ведёт строительство Торгового терминала "Новотранс", где будет производиться перевалка широкой номенклатуры грузов. На терминале будет производиться перевалка широкой номенклатуры грузов: навалочных, генеральных, зерновых и пищевых. Шесть причалов будут обрабатывать суда класса Panamax, New Panamax и Baby Capesize. Глубина акватории у причалов — 17,5 м, проектный грузооборот терминала — 24,26 млн т в год.
Многопрофильный терминал сможет принимать до 1100 вагонов в сутки со станции примыкания Лужская-Генеральная. В 2023 году сданы в эксплуатацию объекты первого этапа строительства, включая
причалы № 1 и № 2 и прилегающую инфраструктуру. Срок полного завершения работ — 2025 год.
Группа компаний «Новотранс» — генеральный агент ФГУП «Росморпорт» на автомобильно-железнодорожном паромном комплексе в Ленинградской области. Паромный комплекс обеспечивает морское грузовое сообщение между Ленинградской и Калининградской областями без пересечения границ других государств. Круглогодично выполняются рейсы по маршруту Ленинградская область—Балтийск—Ленинградская область, их обслуживают паромы «Балтийск», «Амбал», «Антей», «Маршал Рокоссовский» и «Генерал Черняховский»[уточнить].

### Прочая деятельность
Группа компаний «Новотранс» входит в Союз операторов железнодорожного транспорта (СОЖТ), Объединение производителей железнодорожной техники (ОПЖТ).
В 2018 году «Новотранс» основал благотворительный фонд «Новотранс-5П». Фонд занимается поддержкой проектов памяти о Великой Отечественной войне (поисковые отряды, инициативы перезахоронения и др.), реставрирует и возводит новые памятники героям Великой Отечественной войны. За 6 лет работы были восстановлены сведения о более 2 000 бойцах и командирах Красной Армии. Также фонд «Новотранс-5П» помогает детским домам в регионах присутствия: в Бурятии, на Кузбассе и в Ленинградской области — поддерживает одарённых детей.

## Экономические показатели
Показатели 2023 года по МСФО:
- налоговые отчисления — 11,08 млрд руб.;
- чистая прибыль — 15,8 млрд руб.;
- стоимость активов — 165,7 млрд руб.;
- консолидированная выручка — 56,7 млрд руб.;

Рейтинговое агентство «Эксперт РА» в 2019 году присвоило АО «Холдинговая компания Новотранс» рейтинговую оценку ruA со стабильным прогнозом, в 2021 году рейтинг был повышен до ruA+, в 2023 - до ruAA- (подтверждён в 2024 и 2025 годах).